# The Ozzman Cometh
The Ozzman Cometh – kompilacja najbardziej znanych piosenek brytyjskiego wokalisty Ozzy’ego Osbourne’a, wydana w 1997 roku. Zawiera 3 niepublikowane wcześniej utwory – 2 z czasów Black Sabbath oraz jeden premierowy (Back on Earth). Dodatkowo na bonusowym dysku znajdują się 2 kolejne niepublikowane dotąd utwory oraz wywiad z Ozzym.

## Lista utworów
Źródło.
CD 1: 
1. „Black Sabbath” (wcześniej niepublikowany, nowsza wersja jest na płycie Black Sabbath) – 9:25
2. „War Pigs” (wcześniej niepublikowany, nowsza wersja jest na płycie Paranoid) (Odmienny tekst piosenki, znany również jako „Walpurgis”) – 8:15
3. „Goodbye to Romance” (z Blizzard of Ozz) – 5:36
4. „Crazy Train” (z Blizzard of Ozz) – 4:50
5. „Mr. Crowley” (z Blizzard of Ozz) – 4:56
6. „Over the Mountain” (z Diary of a Madman) – 4:32
7. „Paranoid” [Live] (z Tribute) – 2:53
8. „Bark at the Moon” (z Bark at the Moon) – 4:16
9. „Shot in the Dark” (z The Ultimate Sin) – 4:16
10. „Crazy Babies” (z No Rest for the Wicked) – 4:14
11. „No More Tears” (z No More Tears) – 7:24
12. „Mama, I'm Coming Home” (z No More Tears) – 4:11
13. „I Don't Want to Change the World” [Live] (z Live and Loud) – 4:00
14. „I Just Want You” (z Ozzmosis) – 4:56
15. „Back on Earth (nowe nagranie) – 5:00

Dysk bonusowy 
1. „Fairies Wear Boots” (nowsza wersja jest na płycie Paranoid)
2. „Behind the Wall of Sleep” (wcześniej niepublikowany, nowsza wersja jest na płycie Black Sabbath)
3. Wywiad z Ozzym z 1988 roku

Wywiad znajdujący się na bonusowym dysku jest z 1988 roku. Ozzy opowiada w nim o swoim ówczesnym najnowszym albumie (No Rest for the Wicked) i nieco innych tematów o swoim nowym gitarzyście Zakku Wyldzie oraz swej przeszłości w Black Sabbath.